# Argyrosticta triangularis
Argyrosticta triangularis là một loài bướm đêm trong họ Noctuidae.